# Peter Maxwell Davies
Sir Peter Maxwell Davies CBE CH (ur. 8 września 1934 w Salford k. Manchesteru, zm. 14 marca 2016 w Sanday na Orkadach) – brytyjski kompozytor i dyrygent.

## Życiorys
Był synem brygadzisty w fabryce przyrządów optycznych. Od najmłodszych lat wykazywał uzdolnienia muzyczne. W latach 1952–1956 studiował w Royal Manchester College of Music (obecnie Royal Northern College of Music) i jednocześnie 1952-1957 na University of Manchester, a 1957-1959 we Włoszech pod kierunkiem kompozytora Goffredo Petrassiego. Następnie 1959-1962 nauczał muzyki w Cirencester Grammar School w Gloucestershire, gdzie rozwijał metody nauczania pozwalające uczniom wykonywać dość skomplikowane dzieła muzyki nowoczesnej. W latach 1962–1964 studiował na Uniwersytecie Princeton pod kierunkiem Rogera Sessionsa.
W 1967 wrócił do Anglii, gdzie wraz z kompozytorem Harrisonem Birtwistlem założył zespół Pierrot Players (w 1970 przemianowany na The Fires of London) poświęcony muzyce współczesnej, dla którego napisał wiele kompozycji i którym wielokrotnie dyrygował. W 1977 zainicjował coroczny czerwcowy Festiwal Św. Magnusa na Orkadach, którego do 1986 był dyrektorem artystycznym.
W 1981 otrzymał Order Imperium Brytyjskiego. W 1987 zostało mu nadane szlachectwo. W lipcu 2014 został odznaczony przez królową Orderem Towarzyszy Honoru podczas specjalnej ceremonii w Pałacu Buckingham. Niecały miesiąc przed śmiercią otrzymał Złoty Medal Royal Philharmonic Society.

## Twórczość
Pisał utwory orkiestrowe, kameralne, wokalno-instrumentalne (m.in. Stone Litany w 1973) i opery (m.in. The Martyrdom of St. Magnus w 1976).